# Claes Iversen
Claes Iversen (Aarhus, 15 juli 1977) is een in Nederland woonachtige modeontwerper van Deense afkomst.

## Biografie
Iversen emigreerde in 1998 naar Nederland, nadat hij het gymnasium afgerond had. Daar werkte hij vijf jaar als boekhouder, totdat hij in 2002 begon aan een studie aan de Koninklijke Academie van Beeldende Kunsten in Den Haag. Iversen ging in 2005, nadat hij de BLVD Modeprijs had gewonnen, in zijn derde studiejaar stage lopen bij de Nederlandse modeontwerpers Viktor & Rolf en werkte mee aan hun zomer- en herfstcollecties van 2006. Nadat hij in dat jaar afstudeerde, werd hij genomineerd voor de Frans Molenaar Couture Award. Iversen werd tweede. In 2008 behaalde hij zijn master aan de ArtEZ hogeschool voor de kunsten in Arnhem. Op de Amsterdamse catwalk toonde hij zijn afstudeercollectie. Zijn eerste collectie presenteerde hij een half jaar later en sindsdien doet hij dat twee keer per jaar. Iversen opende in juli 2010 aan de Herengracht in Amsterdam zijn eerste winkel. In 2012 ging hij een samenwerking aan met de modeketen WE en presenteerde hij de WE & Iversen-collectie, die uit vijf designerjurken bestond.
Iversen ontwierp in 2013 de herinneringspenning ter ere van de inhuldiging van koning Willem-Alexander en de trouwjurk van prinses Viktória Cservenyák, de echtgenote van prins Jaime de Bourbon de Parme. Daarnaast ontwierp Iversen ook de jurk van Ilse DeLange voor het Eurovisiesongfestival 2014 in Denemarken, waar hij geboren is. In 2016 droeg koningin Máxima een mantel van Iversen bij een officieel bezoek aan Duitsland. Het ontwerp zorgde voor ophef, omdat er decoraties op de mantel zaten die op een Swastika zou lijken.
In 2020 was Iversen deelnemer van het twintigste seizoen van het televisieprogramma Wie is de Mol?. In 2024 deed hij mee aan het televisieprogramma Het perfecte plaatje.

## Onderscheidingen
- 2021: Prins Bernhard Cultuurfonds Mode Stipendium
- 2016: Amayzine Look of the Year Award - Creative of the Year
- 2015: Marie Claire Prix de la Mode - Dutch fashion creative
- 2008: Marie Claire Prix de la Mode - beste nationale ontwerper
- 2007: Lancôme Colour Design Awards (nominatie)
- 2006: Frans Molenaar-prijs (nominatie)
- 2005: BLVD Modeprijs